# Zio Feininger
Zio Feininger è stato un corso post-diploma di fumetto e arti grafiche, attivo a Bologna tra i primi anni 1980 e gli anni 1990.

## Storia
Fu fondato nel 1983 per iniziativa dal gruppo di autori Valvoline Motor Comics, in collaborazione con l'Arci di Bologna e la Regione Emilia-Romagna.
Al secondo anno parteciparono solo 12 allievi, selezionati secondo la formula del numero chiuso. Gli anni seguenti, fermi restando i prerequisiti del titolo di media superiore e il superamento di una selezione in materia di disegno, i corsi sono stati aperti a tutti.
La scuola ha chiuso le attività nei primi anni novanta.

## Insegnanti
Tra gli autori che vi hanno insegnato, si annoverano Andrea Pazienza, Magnus, Filippo Scòzzari, Antonio Faeti, Silvio Cadelo, Ugo Bertotti, Massimo Giacon, Carlos Sampayo, José Muñoz, Antonio Fara, Lorenzo Mattotti, Giorgio Carpinteri, Marcello Jori, Igort, Daniele Brolli e altri.

## Allievi
Tra gli allievi che ne hanno frequentato i corsi,  vi sono stati, tra gli altri:
- Francesca Ghermandi (cartoonist),
- Massimo Semerano (cartoonist e sceneggiatore),
- Alberto Rapisarda (cartoonist, colorista e saggista),
- Enrico Fornaroli (saggista ed editor di fumetti),
- Sauro Turroni (soggettista - ex parlamentare),
- Simona Stanzani (traduttrice di manga),
- Andrea Baldazzi (cartoonist e illustratore),
- Roberto Carubbi (cartoonist e pittore),
- Giuseppe Palumbo (cartoonist - partecipa come uditore),
- Giorgio Franzaroli (umorista e cartoonist),
- Ateo Cardelli (critico di fumetti e cinema),
- Daniele Trombetti (illustratore),
- Renato De Maria (regista - partecipa all'ambiente Zio Feininger),
- Otto Gabos (Mario Rivelli - cartoonist),
- Menotti (Roberto Marchionni - cartoonist ed autore TV),
- Davide Toffolo (cartoonist e musicista),
- Stefano Piani (sceneggiatore per Bonelli e autore TV),
- Stefano Ricci (illustratore ed editore),
- Davide Catenacci (caporedattore a Disney Company),
- Miriam Mirri (designer)
- Maurizio Carpani (grafico e architetto).
- Giorgio Baldisserri (grafico - scrittore)